# Nguyễn Thị Thúy Ngần
Nguyễn Thị Thúy Ngần (sinh ngày 20 tháng 1 năm 1972) là nữ chính trị gia nước Cộng hòa xã hội chủ nghĩa Việt Nam. Bà hiện là Phó Tổng thư ký Quốc hội, Phó Chủ nhiệm Văn phòng Quốc hội, Đảng ủy viên Đảng bộ cơ quan Văn phòng Quốc hội, Đại biểu Quốc hội khóa XV từ Bắc Giang, Ủy viên Ủy ban Kinh tế của Quốc hội, Chủ tịch Nhóm nghị sĩ Việt Nam – Maroc. Bà từng là Trợ lý Ủy viên Bộ Chính trị, Chủ tịch Quốc hội Nguyễn Thị Kim Ngân.
Nguyễn Thị Thúy Ngần là đảng viên Đảng Cộng sản Việt Nam, học vị Cử nhân Luật, Cao cấp lý luận chính trị. Bà có xuất phát điểm từ pháp chế Bộ Lao động – Thương binh và Xã hội, hơn 10 năm là thư ký, trợ lý của chính trị gia Nguyễn Thị Kim Ngân khi lần lượt là Bộ trưởng, Phó Chủ tịch rồi Chủ tịch Quốc hội, Ủy viên Bộ Chính trị.

## Xuất thân và giáo dục
Nguyễn Thị Thúy Ngần sinh ngày 20 tháng 1 năm 1972 tại xã Nhân Hào, huyện Mỹ Hào, tỉnh Hải Hưng, nay là phường Nhân Hòa, thị xã Mỹ Hào, tỉnh Hưng Yên. Bà lớn lên và tốt nghiệp phổ thông ở Mỹ Hào, thi đỗ đại học vào tháng 6 năm 1990, lên thủ đô Hà Nội nhập học Khoa Luật của Trường Đại học Tổng hợp Hà Nội, tốt nghiệp Cử nhân khoa học Luật vào tháng 5 năm 1994. Bà được kết nạp Đảng Cộng sản Việt Nam vào ngày 5 tháng 4 năm 2001, là đảng viên chính thức sau đó 1 năm, từng tham gia khóa học chính trị và có trình độ Cao cấp lý luận chính trị tại Học viện Chính trị Quốc gia Hồ Chí Minh. Hiện bà thường trú ở phường Nhân Chính, quận Thanh Xuân, Hà Nội.

## Sự nghiệp
Tháng 5 năm 1994, sau khi tốt nghiệp trường Tổng hợp, Nguyễn Thị Thúy Ngần ký hợp đồng lao động với Bộ Lao động – Thương binh và Xã hội (MOLISA), là nhân viên làm việc theo hợp đồng ở Vụ Tổng hợp – Pháp chế của bộ. Sau đó, bà được tuyển vào bộ, là chuyên viên tập sự, rồi chính thức là chuyên viên của Vụ Tổng hợp – Pháp chế. Trong giai đoạn này, bà còn là Ủy viên Ban Chấp hành rồi Ủy viên Ban Thường vụ, Phó Bí thư Đoàn Thanh niên Cộng sản Hồ Chí Minh cơ quan MOLISA. Năm 2004, khi Vụ Tổng hợp – Pháp chế được tách ra thành 2 đơn vị là Vụ Tổng hợp và Vụ Pháp chế, bà được điều sang Vụ Pháp chế, là chuyên viên rồi được bổ nhiệm làm Trưởng phòng Pháp chế – Lao động của vụ. Tháng 10 năm 2008, sau gần 15 năm công tác ở lĩnh vực pháp chế của bộ, Nguyễn Thị Thúy Ngần được điều sang Văn phòng Bộ, là Trưởng phòng, rồi thăng chức Phó Chánh Văn phòng Bộ, được phân công làm Thư ký Bộ trưởng Bộ Lao động – Thương binh và Xã hội Nguyễn Thị Kim Ngân. Giai đoạn này, bà cũng là Phó Bí thư Chi bộ của Văn phòng Bộ, là Thư ký Tổng hợp thuộc Đảng bộ Văn phòng Bộ.
Cuối năm 2011, Bộ trưởng Nguyễn Thị Kim Ngân được bầu làm Phó Chủ tịch Quốc hội, với cương vị là thư ký trước đó, Nguyễn Thị Thúy Ngần được điều sang Văn phòng Quốc hội và tiếp tục là Thư ký Phó Chủ tịch Quốc hội, đồng thời là Phó Vụ trưởng rồi Vụ trưởng Vụ Tài chính – Ngân sách của Văn phòng Quốc hội. Tại Hội nghị Trung ương 7 khóa XI năm 2013, khi mà Nguyễn Thị Kim Ngân được bầu bổ sung vào Bộ Chính trị, Nguyễn Thị Thúy Ngần tiếp tục là Thư ký Ủy viên Bộ Chính trị, đến tháng 8 năm 2015 thì được bổ nhiệm làm Trợ lý Ủy viên Bộ Chính trị, và sang tháng 3 năm 2016 thì là Trợ lý Ủy viên Bộ Chính trị, Chủ tịch Quốc hội khi Nguyễn Thị Kim Ngân được bầu làm Chủ tịch Quốc hội.
Vào tháng 9 năm 2016, Nguyễn Thị Thúy Ngần được bổ nhiệm làm Phó Chủ nhiệm Văn phòng Quốc hội kiêm Trợ lý Chủ tịch Quốc hội, đến tháng 4 năm 2020 thì kiêm nhiệm là Phó Tổng Thư ký Quốc hội, Ủy viên Ban Chấp hành Đảng bộ cơ quan Văn phòng Quốc hội. Trong năm này, bà cũng được miễn nhiệm vị trí Trợ lý Chủ tịch Quốc hội, sau hơn 10 năm là thư ký, trợ lý của Chủ tịch Quốc hội Nguyễn Thị Kim Ngân. Tháng 8 cùng năm, tại Đại hội Đảng bộ cơ quan Văn phòng Quốc hội lần lần thứ XIV nhiệm kỳ 2020–2025, bà tái đắc cử là Đảng ủy viên. Đầu năm 2021, bà được giới thiệu ứng cử đại biểu quốc hội từ tỉnh Bắc Giang, bầu cử ở đơn vị bầu cử số 3 gồm huyện Tân Yên, Việt Hòa, Việt Yên, rồi trúng cử Đại biểu Quốc hội khóa XV với tỷ lệ 74,88%. Tại Quốc hội nhiệm kỳ này, bà tiếp tục là Phó Tổng Thư ký Quốc hội, Phó Chủ nhiệm Văn phòng Quốc hội, đồng thời là Ủy viên Ủy ban Kinh tế của Quốc hội, Chủ tịch Nhóm nghị sĩ Việt Nam – Maroc.

## Khen thưởng
- Huân chương Tự do (Itxala) hạng Ba của Lào;